# 3403 Таммі
3403 Таммі (3403 Tammy) — астероїд головного поясу, відкритий 25 вересня 1981 року.
Тіссеранів параметр щодо Юпітера — 3,488.